# 汪曉青
汪曉青（1972—）臺灣當代女性藝術家，生於臺北，英國布萊敦大學藝術創作博士，擅長使用攝影和繪畫來表達女性認同、母職相關的主題。

## 生平
汪曉青1972年生於臺北，早年受游本寬提倡的觀念攝影影響。1994年和1997年擔任展覽「捏造攝影」的策展人和參展藝術家。2001年因為懷孕，開始創作一系列探討母職的作品，包括《孕鬱》、《我簽故我在》、《我的兒子和我一樣高》、《母親作為創作者》。2007年獲得英國布萊敦大學藝術創作博士學位。
汪曉青曾在「曼徹斯特攝影節」、「新西伯利亞國際當代攝影節」、「臺灣報到：臺灣美術雙年展」、「蔚山國際攝影節」、「高雄攝影節」、「日內瓦攝影雙年展」、「沃韋影像雙年展」展出自己的作品。

## 作品

### 《母親作為創造者》
《母親作為創作者》是汪曉青從懷孕時期開始的系列，由於孕期的不適和接收到外界社會給予母職的壓力，因此她決定透過創作來保持自我的主體性。此系列拍攝時間長達二十年，每當汪曉清和兒子有新的生命體驗時，就會拍攝母子的新合照，每一年的合照都會成為下一年度合照的背景。這樣的設計提供觀者一個不斷延長的時間隧道，看到母親和孩子間的關係如何變化。
汪曉清認為該系列中的每一張新作品不僅記錄了她和兒子生活中的環境變化，還用嶄新的角度呈現他們的關係。隨著照片的疊加，觀者看到隨著年齡增長而產生的不可避免的變化，以及身為母親的藝術家對這些變化的理解。
學者呂筱渝評論這系列作品跳脫出傳統紀實攝影靜態拍攝內容的模式，利用單一的畫面動態地呈現並存的時空，是汪曉青作品創新的所在。 影像研究者張世倫認為汪曉青使用了影像創作中的連環嵌套（Mise en Abyme）手法，讓《母親作為創作者》不只是肖像紀念照，還帶入了「關於攝影的攝影」的反身性思考。
此系列作品曾在2012年第三屆國立臺灣美術館雙年展展出，2012年於中華民國外交部舉辦的「國內女性攝影家作品海外巡迴展」榮獲「評審特別推薦」，代表臺灣至海外各國巡迴展出。